# رواية ابن وردان عن أبي جعفر
ابن وردان عن أبي جعفر أحد روايات القرآن الكريم، رواها عن أبو الحارث عيسى بن وردان المدني، عن أبو جعفر يزيد بن القعقاع المخزومي المدني (ت: 130 هـ)، وتشترك مع رواية ابن جماز عن أبي جعفر في أنهما مرويتان عن أبي جعفر المدني.

## أبو جعفر المدني
هو أبو جعفر يزيد بن القعقاع المخزومي المدني، تابعي وأحد القراء العشرة، عرض القرآن الكريم على مولاه عبد الله بن عياش، وعبد الله بن عباس وأبو هريرة، هؤلاء الثلاثة قرؤا على أبي بن كعب , وقرأ أبو هريرة وابن عباس أيضا على زيد بن ثابت , وقيل أن أبو جعفر قرأ على زيد نفسه، وقد صح أنه أتى به إلى أم سلمة زوج النبي صلّى الله عليه وسلم فمسحت على رأسه ودعت له بالخير وأنه صلى بابن عمر بن الخطاب رضي الله عنهم أجمعين، وقرأ زيد بن ثابت وأبي بن كعب على رسول الله صلّى الله عليه وسلم .
وسمع في الحديث عمر بن الخطاب ومروان بن الحكم، قال الإمام مالك بن أنس: كان أبو جعفر القارئ رجلا صالحا يفتي الناس بالمدينة المنورة، وقال ابن أبي حاتم: سألت أبي عنه فقال: صادق الحديث، وكان أبو جعفر إمام أهل المدينة في القراءة مع كمال الثقة وتمام الضبط، وقال الأصمعي قال ابن زياد: لم يكن بالمدينة أحد أقرأ للسنة من أبي جعفر، وكان يقدم في زمانه على عبد الرحمن بن هرمز الأعرج، روى عنه ابن جماز أنه كان يصوم يوما ويفطر يوما وهو صوم داود عليه السلام، واستمر على ذلك مدة من الزمان فقال له بعض أصحابه في ذلك فقال: إنما فعلت ذلك لأروض به نفسي على عبادة الله تعالى، توفي سنة 130 هـ.

## ابن وردان
هو أبو الحارث عيسى بن وردان المدني، لقبه الحذاء، توفي في حدود الستين ومائة، وهو من قدماء أصحاب نافع ومن أصحابه في القراءة على أبي جعفر، عرض القرآن الكريم على أبي جعفر وشيبة ثم عرض على نافع، قال الداني: هو من جلة أصحاب نافع وقدمائهم وقد شاركه في الإسناد وهو إمام مقرئ وحاذق وراوي محقق ضابط.

## منهج أبي جعفر في القراءة
لأبي جعفر منهج في القراءة اختلف فيها عن بقيت القراءات العشر، ولقراءات ابن جماز وابن وردان عن ابي جعفر بعض الاختلافات منها:
- يقرأ بالبسملة بين كل سورتين إلا بين الأنفال وبراءة فله الأوجه الثلاثة المعروفة.
- يقرأ بقصر المنفصل وتوسط المتصل بقدر أربع حركات.
- يسهل الهمزة الثانية مع الهمزتين المتلاقيتين في كلمة مع إدخال ألف بينهما سواء أكانت الهمزة مفتوحة أو مكسورة أو مضمومة.
- يسهل الهمزة الثانية من الهمزتين المتلاقيتين في كلمتين المتفقتين في الحركة، أما المختلفتان فيها فيتغير ثانيتهما كما يغيرها نافع وابن كثير وأبو عمرو.
- يبدل الهمز الساكن مطلقا سواء كان فاء للكلمة أو عينا أو لاما لها.
- يقرأ بإسكان الهاء في يؤده ( يؤده – نوله – ونصله – نؤته - فألقه ).
- يضم ميم الجمع ويصلها بواو إن كان بعدها حرف متحرك همزاً كان أم غيره.
- يدغم الذال في التاء في ( أخذتم )، ويدغم الثاء في التاء في ( لبثتم – ولبثت ) والذال في التاء في ( عذت ).
- يقرأ بإخفاء النون الساكنة والتنوين عند الخاء والغين مع الغنة نحو ( من خير )، ( من غل )، ( عليم خبير )، ( عزيز غفور ).
- يقف على كلمة ( ابت ) بالهاء حيث وردت.
- يفتح ما يفتحه قالون من ياءات الإضافة ويسكن ما يسكنه منها إلا ما استثني.
- يوافق قالون في إثبات بعض الياءات الزائدة وصلا ويوافق ورشا في إثبات بعضها وينفرد بإثباتها البعض الآخر كما هو مفصل في الكتب.
- يقرأ بضم تاء ( للملائكة اسجدوا ) في جميع المواضيع.
- يسكت على كل حرف من حروف الهجاء الواقعة في أوائل السور مثل ( الم ) ( كهيعص ) سكتة لطيفة من غير تنفس.
- يقرأ ( ونخرج له يوم القيامة كتابا ) بالإسراء بالياء المضمومة في مكان النون المفتوحة وبفتح الراء .
- يقرأ ( ولا يأتل أولوا الفضل منكم ) بتاء مفتوحة بعد الياء وبعد التاء همزة مفتوحة مع فتح اللام وتشديدها.
- يقرأ ( نسقيكم مما في بطونه ) بتاء مفتوحة مكان النون المضمومة.
- يقرأ ( ولتصنع على عيني ) بسكون اللام وجزم العين في ( ولتصنع ).
- يقرأ ( إصطفى البنات ) في سورة الصافات بوصل الهمزة ويبتدئ بها مكسورة.
- يقرأ ( بنصب ) في ص بضم النون والصاد.
- يقرأ لفظ ( إِسرائيل ) بتسهيل الهمزة.
- يقرأ لفظ ( تأمنا ) في سورة يوسف بالإدغام المحض.
- يبدل الهمزة المتحركة أو يحذفها في ألفاظ نحو ( قري - شانيك – مستهزئون – الصابئون – يطون - متكين ).

## أنظر أيضًا
- رواية حفص عن عاصم.
- رواية شعبة عن عاصم.
- رواية قالون عن نافع.
- رواية ورش عن نافع.
- رواية قنبل عن ابن كثير.
- رواية البزي عن ابن كثير.
- رواية الدوري عن أبي عمرو.
- رواية السوسي عن أبي عمرو.
- رواية هشام عن أبن عامر.
- رواية ابن ذكوان عن أبن عامر.
- رواية خلف عن حمزة.
- رواية خلاد عن حمزة.
- رواية الدوري عن الكسائي.
- رواية أبي الحارث عن الكسائي.
- رواية ابن جماز عن ابي جعفر.
- رواية رويس عن يعقوب.
- رواية روح عن يعقوب.
- رواية اسحاق عن خلف.
- رواية ادريس عن خلف.

القراء السبعة هم:
- عبد الله بن كثير الداري المكي
- عبد الله بن عامر اليحصبي الشامي
- عاصم بن أبي النَّجود الأسدي الكوفي
- أبو عمرو بن العلاء البصري
- حمزة بن حبيب الزيات الكوفي
- نافع بن عبد الرحمن بن أبي نعيم المدني
- أبو الحسن علي بن حمزة الكسائي النحوي الكوفي

تمام القراء العشرة:
- خلف بن هشام
- يعقوب الحضرمي
- أبو جعفر المدني